# Di6dent
Di6dent (lire « dissident ») est un magazine francophone au format mook créé en 2010, et traitant du jeu de rôle et de la « culture rôliste ». Il est distribué sous forme papier et électronique. Il est secondé par une lettre d'information hebdomadaire nommée Le Fix (parfois écrit Le F!x). Sa ligne éditoriale se veut à la fois intemporelle (peu de contenu périssable comme de l’actualité, beaucoup de matériel de jeu) et tournée vers les coulisses du milieu du jeu de rôle, à travers des dossiers thématiques variés (la place des femmes dans le jdr, la politique, l’argent, les influences…) ou des rubriques présentant l’envers du décor (w.i.p., qui présente les métiers du jeu de rôle, ou encore rôle over the world qui dresse l’état du loisir dans d’autres pays comme l’Allemagne, le Canada, l’Espagne, etc.)
Sa parution s'arrête en décembre 2017 avec le numéro 16, mais Le Fix continue sous forme de site web.

## Équipe éditoriale
L'équipe éditoriale, appelée « la rédac6ion », se compose de :
- Julien De Jaeger : rédacteur en chef, maquettiste ;
- Julien Clément : responsable Thema, rédacteur en chef du Fix ;
- Vincent Ziec : responsable magazine ;
- Benjamin Kouppi : co-responsable Thema, rédacteur ;
- Matthieu Carbon : responsable corrections ;
- Romain d'Huissier : rédacteur, responsable inspis ;
- Sanne Stijve : responsable ROTW, rédacteur ;
- Coralie David : rédactrice, responsable AJR ;
- Jérôme Larré : rédacteur, responsable game design ;
- Khelren : rédacteur ;
- Laurent Devernay : rédacteur ;
- David Robert : rédacteur ;
- François-Xavier Cuende : rédacteur ;
- Julien Heylbroeck : rédacteur ;
- Éric Nieudan : rédacteur.